# Cacic de l'Equador
El cacic de l'Equador (Cacicus sclateri) és una espècie d'ocell de la família dels ictèrids (Icteridae). Habita la selva de l'est de l'Equador, nord del Perú i sud de Colòmbia.